# Aeroportul Yorke Island
Aeroportul Yorke Island (IATA: OKR, ICAO: YYKI) este un aeroport din Queensland, Australia.
Situat la o altitudine de 3 m, aeroportul dispune de o singură pistă. Este operat de Torres Strait Regional Authority⁠(d).